# نفرین آمیتی‌ویل
نفرین آمیتی‌ویل (به انگلیسی: The Amityville Curse) یک فیلم ترسناک داستان ماوراء طبیعی کانادایی محصول سال ۱۹۹۰ به کارگردانی تام بری با بازی کیم کوتس، کاساندرا گاوا و جان رابز است. این فیلم بر اساس رمانی به همین نام اثر هانس هولزر ساخته شده‌است. و پنجمین فیلم از مجموعه فیلم‌های ترسناک آمیتی‌ویل محسوب می‌شود.
این فیلم از ۱۲ آوریل ۱۹۸۹ تا ۱۲ مه ۱۹۸۹ فیلمبرداری شد و به‌طور مستقیم توسط تریمارک پیکچرز در ۶ ژوئن ۱۹۹۰ به صورت ویدیویی منتشر شد.